# Автошлях Т 1904
Автошля́х Т 1904 — автомобільний шлях територіального значення у Сумській та Полтавській областях. Пролягає територією Білопільського, Недригайлівського, Липоводолинського та Гадяцького районів через Білопілля — Терни — Недригайлів — Липову Долину — Гадяч. Загальна довжина — 101,6 км.

## Маршрут
Автошлях проходить через такі населені пункти:
| Автошлях Т 1904        |                    |
| Сумська область        |                    |
| Білопільський район    |                    |
| Білопілля              | Р44Т 1906          |
| Шкуратівка             |                    |
| Воронине               |                    |
| Павлівське             |                    |
| Сергіївка              |                    |
| Ганнівське             |                    |
| Недригайлівський район |                    |
| Ківшик                 |                    |
| Терни                  | Р61                |
| Чемоданівка            |                    |
| Зелене                 |                    |
| Баба                   |                    |
| Засулля                |                    |
| Недригайлів            | Н07                |
| Сакуниха               |                    |
| Перетічки              |                    |
| Липоводолинський район |                    |
| Кімличка               |                    |
| Берестівка             |                    |
| Панасівка              |                    |
| Липова Долина          | Т 1913             |
| Полтавська область     |                    |
| Гадяцький район        |                    |
| Зелена Балка           |                    |
| Липоводолинський район |                    |
| Побиванка              |                    |
| Гадяцький район        |                    |
| Мала Побиванка         |                    |
| Глибока Долина         |                    |
| Гадяч                  | Т 1705Т 1706Т 1725 |